# Campanula portenschlagiana
Espèce

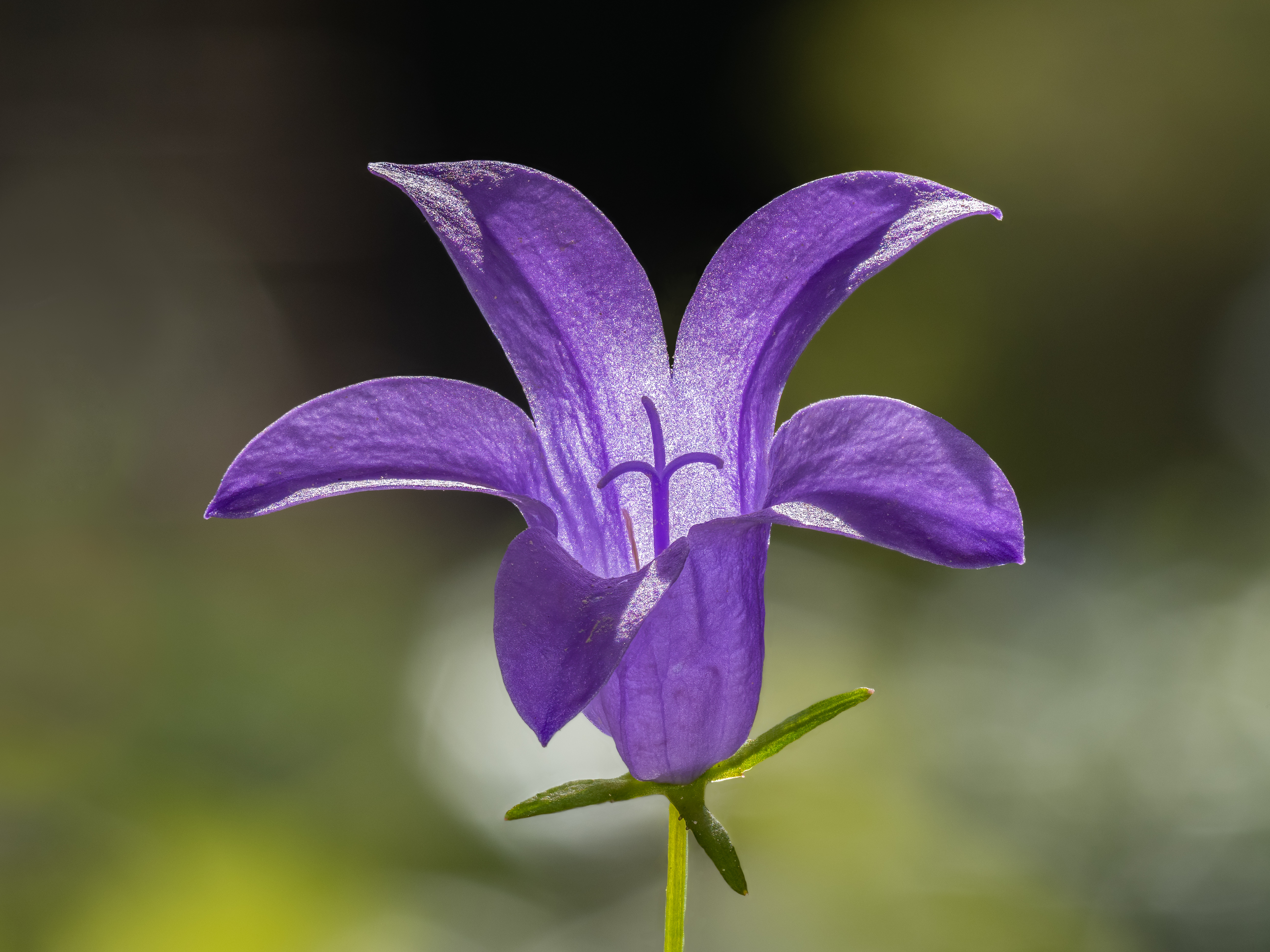
Fleur Campanula portenschlagiana. Mai 2022.

Campanula portenschlagiana est une espèce de plantes de la famille des Campanulaceae.